# 松戸市教育委員会
松戸市教育委員会（まつどしきょういくいいんかい）は、千葉県松戸市にある教育委員会。

## 概要
松戸市内にある市立小学校、市立中学校、市立高等学校を管轄している。
教育委員の定員数は5名、任期は4年である。

## 所在地
- 松戸市根本356番地[2]